# Austrodrillia secunda
Austrodrillia secunda is een slakkensoort uit de familie van de Horaiclavidae. De wetenschappelijke naam van de soort is voor het eerst geldig gepubliceerd in 1965 door Powell.